# René Gabriëls
René Gabriëls   (18 de gener de 1912 - 20 de juny de 1982) fou un jugador belga de billar de les dècades de 1930 a 1950. Fou nou cops campió del món en les disciplines de quadre.

## Palmarès
Font:
- Campionat del Món de billar de carambola quadre 47/1:  1935, 1936, 1938  1937
- Campionat del Món de billar de carambola quadre 47/2:  1936, 1937, 1938, 1939  1949, 1951
- Campionat del Món de billar de carambola lliure:  1931
- Campionat d'Europa de billar de carambola quadre 47/2:  1935, 1953  1931  1933, 1948